# کارلوس مانوئل دی سسپدس

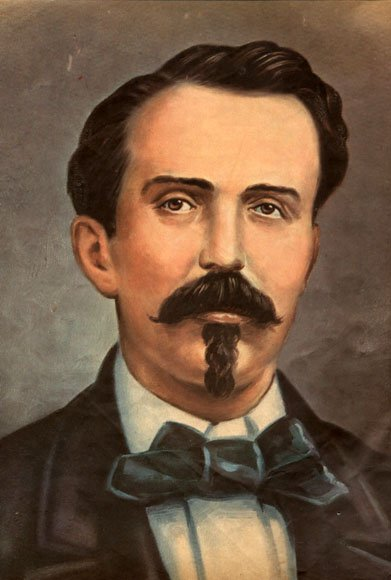
پرتره‌ای از کارلوس مانوئل

کارلوس مانوئل دِ سِسپدِس (به اسپانیایی: Carlos Manuel de Céspedes) مزرعه‌دار کوبایی اهل بایامو بود که به ناگهان برده‌هایش را آزاد کرد و قیام بردگان برای استقلال کوبا از سلطهٔ استعمار امپراتوری اسپانیا، موسوم به جنگ‌های ۱۰ ساله را رقم زد. وی در ۲۷ فوریه ۱۸۷۴ در حین نبرد با نیروهای اسپانیایی کشته‌شد.
در کوبا از وی به عنوان یکی از قهرمانان ملی آن کشور یاد می‌شود و اماکن مختلفی به نام و یاد وی نام‌گذاری شده‌است.